# Sjota Arveladze
Sjota Arveladze (georgiska: შოთა არველაძე) född 22 februari 1973 i Tbilisi, är en före detta georgisk fotbollsspelare som har spelat för bland annat AZ Alkmaar i Nederländerna dit han kom genom ett fritt byte från Rangers FC säsongen 2004/2005, där spelade han 60 matcher och gjorde 36 mål. Säsongen 2007/2008 flyttade han till Levante UD, som blev hans sista säsong som aktiv fotbollsspelare sedan han ådragit sig en knäskada.
Han är också Georgiens bästa målskytt genom tiderna med 246 mål i hans 410 ligamatcher för hans klubbar och 26 mål under hans 61 landskamper. 
Arveladze började efter sin aktiva karriär som assisterande tränare hos den nederländska klubben AZ. Inför säsongen 2010/2011 anställdes Arveladze som tränare hos den turkiska klubben Kayserispor. Han tränade klubben i två år innan han tog över Kasımpaşa SK 2012.